# Oxytropis ajanensis
Oxytropis ajanensis là một loài thực vật có hoa trong họ Đậu. Loài này được (Regel & Tiling) Bunge miêu tả khoa học đầu tiên.